# Банкович, Андра
Андра Банкович (серб. Андра Банковић; 27 октября  1857, Ягодина — 18 ноября 1911, Белград) — деятель сербского рабочего движения, политик, один из зачинателей сербского социалистического движения.

## Биография
В молодости — рабочий, столяр. Работая за границей (в Австро-Венгрии, Франции, Швейцарии, России), познакомился с социалистическими учениями. Во Франции был связан с бланкистами и коммунарами, в Швейцарии — с бывшими членами 1-го Интернационала. Участвовал в революционном движении в России.
В России был связан с участниками польского революционного движения, в том числе с партией «Пролетариат». Высланный царскими властями из Польши (1886), возвратился на родину, где вместе с М. Ценичем основал «Ремесленное общество» (1887).
В 1889 году руководил забастовкой железнодорожников г. Ниша. Принимал участие в попытках создания социал-демократической партии (Социалистический клуб в г. Вране, 1892, и др.). В 1896 Г. был делегатом IV (Лондонского) конгресса 2-го Интернационала. В 1897 году инициировал издания «Радничке новине» — органа сербских социал-демократов.
С 1903 года — в эмиграции. Был членом австрийской, затем 
гермерманской социал-демократической партий.
Возвратившись на родину (1908 или 1909), принял участие в работе Сербской социал-демократической партии (основанной в 1903). В 1909 году был делегатом 1-й Балканской социал-демократической конференции.